# Калиновка (Калужская область)
Калиновка — деревня в Износковском районе Калужской области России. Входит в состав сельского поселения «Деревня Хвощи». Название деревни происходит от некалендарного имени-прозвища Калина.

## География
Расположена на севере области, на юге района. Рядом — деревни Косьмово, Сигово и Семеновское.

## История
Деревня входила в Морозовскую волость и на 1782 год описывалась как стоящая «на берегах безымянного ручья».

## Население
| 2002 | 2010 |
| ---- | ---- |
| 10   | ↘9   |

## Известные жители, уроженцы
26 мая 1952 года в деревне Калиновка родился Павел Фёдорович Каменский — председатель Законодательного собрания Калужской области в 2004—2010 годах.

## Инфраструктура
Социальные услуги жители получают в деревне Хвощи, где имеется Агарышевская средняя общеобразовательная школа, отделение почты.

## Транспорт
Находится на дороге, соединяющей трассу А-130 и Износки.